# Anoncus bipunctatus
Anoncus bipunctatus là một loài tò vò trong họ Ichneumonidae.